# Vito Buonsanto
Vito Buonsanto o Buonsanti (San Vito dei Normanni, 22 giugno 1762 – Napoli, 22 maggio 1850) è stato un letterato, filosofo e accademico pontaniano italiano.

## Biografia
Nato nella cittadina salentina nell'allora via Vento (oggi via Cesare Battisti), qui compie i suoi primi studi classici . Fattosi domenicano, non ancora ventenne, entra nel convento dei Padri predicatori di San Vito dei Normanni, ove si dedica allo studio della filosofia scolastica.
Diventando educatore, si distingue per le sue idee innovatrici nei metodi didattici, diventando ben presto un vero luminare del pensiero pedagogico della cittadina.
Vito Buonsanto diventa anche un attivo sostenitore del movimento repubblicano, e insieme al notaio Domenico Oronzo Carella, porta dalla vicina Brindisi un albero di naviglio per piantarlo, in segno di libertà, nella piazza antistante il Castello. Le sue convinzioni, però, lo costringono a fuggire da San Vito ed egli ripiega prima a Ostuni e poi a Martina Franca, da cui raggiunge, da ultimo, il convento di San Domenico a Napoli, dove muore.
La città natale ha dedicato al suo nome una scuola media cittadina.

## Opere
- Etica iconologica, 1808;
- Il Nuovo sistema metrico, 1812;
- Introduzione alla Geografia, 1816,
- Introduzione alla storia antica e moderna del Regno di Napoli, 1816;
- Antologia Latina (i tre testi del 1853 sono conservati nella Biblioteca Comunale di San Vito dei Normanni);
- Ragionamento di Vito Buonsanto sul suo Sistema d'istruire i giovanetti, 1826.